# Atanazy (Nikolaou)
Atanazy, imię świeckie Andreas Nikolaou (ur. 8 lutego 1959 w Limassol) – cypryjski biskup prawosławny.

## Życiorys
W 1976 ukończył I gimnazjum w Pafos i został wyświęcony na kapłana przez metropolitę Pafos Chryzostoma. Następnie podjął studia teologiczne na uniwersytecie w Salonikach. Po ich ukończeniu w 1980 wyjechał na górę Athos, gdzie w 1982 złożył wieczyste śluby mnisze, a następnie przyjął święcenia kapłańskie. Początkowo żył we wspólnocie Nowy Skit, a od 1987 w klasztorze Watopedi, gdzie został wybrany na przełożonego, a następnie na reprezentanta klasztoru w zarządzającej Athosem Świętej Wspólnocie.
W 1992 na zaproszenie arcybiskupa Cypru Chryzostoma I wrócił na Cypr. Początkowo zamieszkiwał w klasztorze w Pafos, następnie od 1993 do 1999 był przełożonym klasztoru Machaira. 11 lutego 1999 został wybrany na metropolitę Limassol na zjeździe duchowieństwa i świeckich eparchii. Jego chirotonia biskupia miała miejsce 14 lutego tego samego roku.
W 2000 został oskarżony o to, że dwadzieścia lat wcześniej, gdy był jeszcze posłusznikiem, łączył go z innym nowicjuszem homoseksualny romans. Zdecydowanie zaprzeczył tym zarzutom i stwierdził, że zostały one wysunięte, by uniemożliwić mu objęcie w przyszłości zwierzchnictwa w Kościele. Cała sprawa wywołała skandal w Cypryjskim Kościele Prawosławnym i była przedmiotem polemik między jego hierarchami. 
Sprzeciwiał się wizycie papieża Benedykta XVI na Cyprze, twierdząc, iż katolicyzm jest herezją, zaś Watykan nigdy nie wywarł pozytywnego wpływu na problemy Cypru.